# ABC Natal
Az ABC Futebol Clube,  vagy ABC Natal, röviden ABC, labdarúgócsapatát 1915. június 29-én alapították a brazíliai Natal városában. Rio Grande do Norte állami bajnokságának első osztályában a Potiguar Primeira Divisão-ban szerepel, valamint az országos harmadosztály, a Série C küzdelmeiben vesz részt.

## Sikerlista

### Állami
- 55-szörös Potiguar bajnok: 1920, 1921, 1923, 1925, 1926, 1928, 1929, 1932, 1933, 1934, 1935, 1936, 1937, 1938, 1939, 1940, 1941, 1944, 1945, 1947, 1950, 1953, 1954, 1955, 1958, 1959, 1960, 1961, 1962, 1965, 1966, 1970, 1971, 1972, 1973, 1976, 1978, 1983, 1984, 1990, 1993, 1994, 1995, 1997, 1998, 1999, 2000, 2005, 2007, 2008, 2010, 2011, 2016, 2017, 2018

## Játékoskeret
2015-től
| # |     | Poszt | Név            |
| - | --- | ----- | -------------- |
|   | BRA | K     | Gilvan         |
|   | BRA | K     | Camilo         |
|   | BRA | K     | Edilson        |
|   | BRA | K     | Bruno Fuso     |
|   | BRA | K     | William        |
|   | BRA | V     | Diego Jussani  |
|   | BRA | V     | Mádson         |
|   | BRA | V     | Suéliton       |
|   | BRA | V     | Samuel         |
|   | BRA | V     | Marlon         |
|   | BRA | V     | Patrick        |
|   | BRA | V     | Robson         |
|   | BRA | V     | Luciano Amaral |
|   | BRA | V     | Renato         |
|   | BRA | V     | Ayrton         |
|   | BRA | KP    | Fábio Bahia    |
|   | BRA | KP    | Liel           |

| # |     | Poszt | Név            |
| - | --- | ----- | -------------- |
|   | BRA | KP    | Marcel         |
|   | BRA | KP    | Michel Benhami |
|   | BRA | KP    | Daniel Amora   |
|   | BRA | KP    | Renan Silva    |
|   | BRA | KP    | Somália        |
|   | BRA | KP    | Moisés         |
|   | BRA | KP    | Rogerinho      |
|   | BRA | KP    | Xuxa           |
|   | BRA | CS    | João Paulo     |
|   | BRA | CS    | Beto           |
|   | BRA | CS    | Lúcio Flávio   |
|   | BRA | CS    | Dênis Marques  |
|   | BRA | CS    | Rodrigo Silva  |
|   | BRA | CS    | João Henrique  |
|   | BRA | CS    | Gilmar         |